# Jerzy Hohenzollern-Ansbach
Jerzy Hohenzollern (ur. 4 marca 1484 w Ansbach, zm. 27 grudnia 1543 Ansbach) – margrabia Ansbachu, książę karniowski, pan Bytomia, współzałożyciel Tarnowskich Gór, od 1532 roku również książę raciborski.

## Rodzice
Urodził się 4 marca 1484 w Ansbachu jako czwarte dziecko, a drugi syn Fryderyka Hohenzollerna, margrabiego brandenburskiego na Ansbach, i jego żony Zofii Jagiellonki – córki Kazimierza Jagiellończyka. Był siostrzeńcem króla Polski Zygmunta Starego.

## Życie i działalność

### Na czeskim dworze
W wieku ok. 20 lat został wysłany przez rodziców na dwór wuja Władysława II Jagiellończyka, króla Czech i Węgier. Przy jego poparciu ożenił się z Beatrycze de Frangepani, wdową po Janie Korwinie. Wkrótce po jej śmierci odziedziczył na Węgrzech ogromną fortunę. W obawie przed tureckimi najazdami sprzedał dobra. W 1512 r. przybył wraz z królem na Śląsk. Przy jego poparciu został włączony do układów sukcesyjnych księcia opolskiego Jana II Dobrego i księcia raciborskiego Walentyna. Po ich bezpotomnej śmierci miał zostać ich spadkobiercą. Innych pretendentów do spadku zadowolił żeniąc ich ze swymi siostrami lub obiecując wypłatę pieniędzy.

### Negocjacje z polskim królem

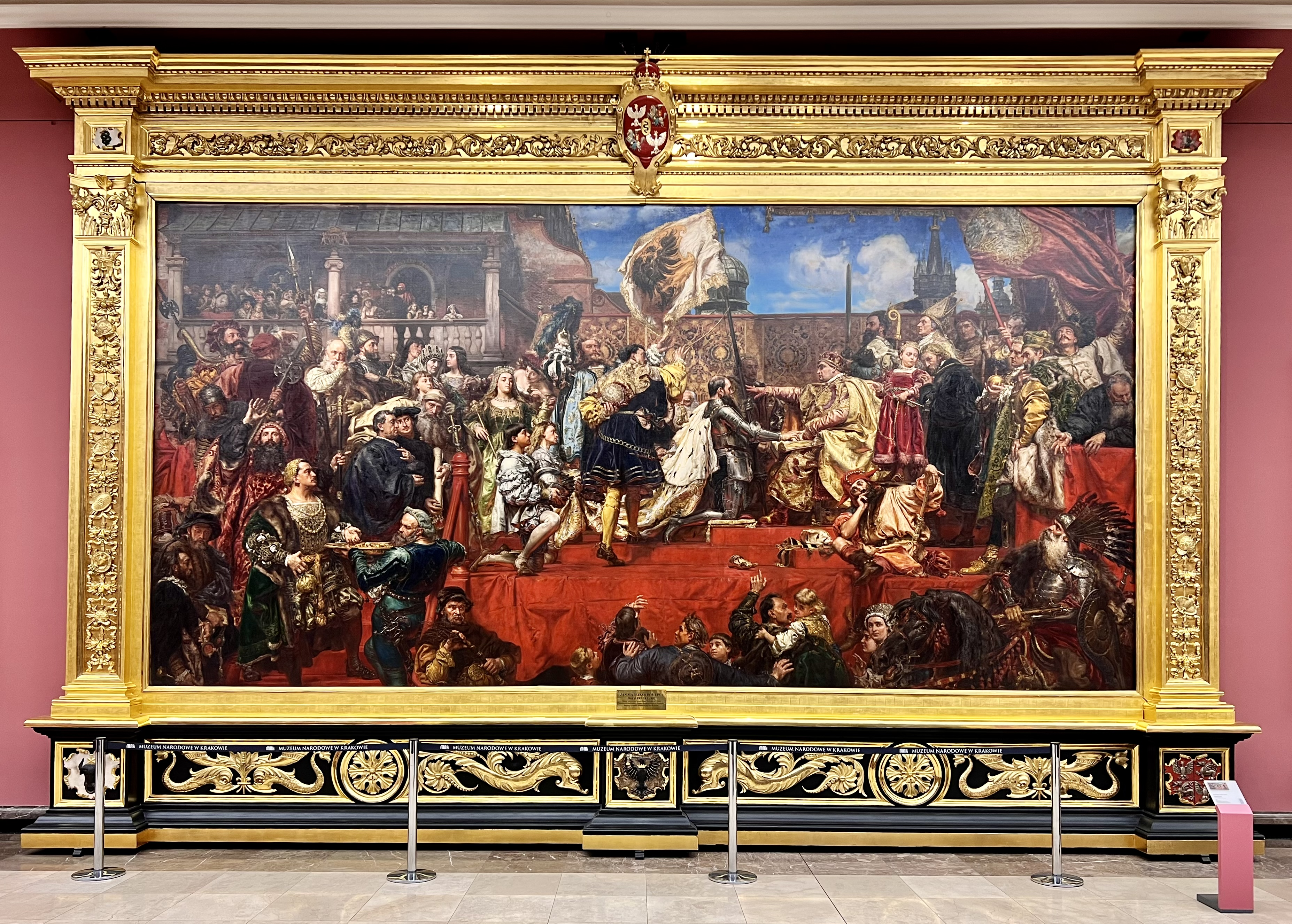
Hołd pruski Jana Matejki (1882)
Jerzy stoi z kapeluszem w ręku za Albrechtem i księciem Fryderykiem legnickim

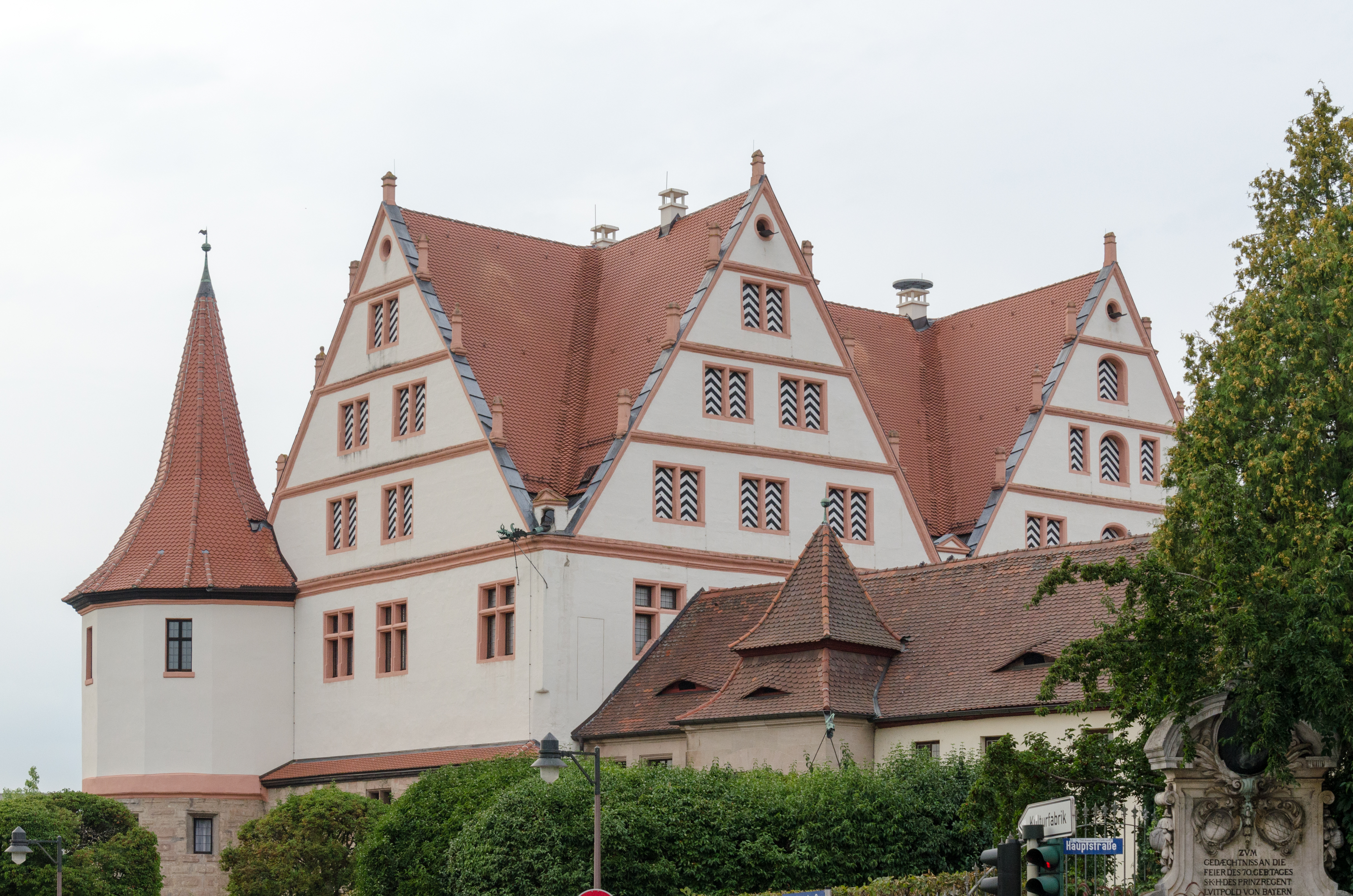
Zamek Ratibor

Przyczynił się do wyboru brata Albrechta w dniu 13 lutego 1511 r. na wielkiego mistrza Zakonu Krzyżackiego. Później miał duży udział w doprowadzeniu do zakończenia wojny Zakonu z Polską. Razem z księciem legnickim Fryderykiem Wielkim uczestniczył w przygotowaniu traktatu krakowskiego z 1525 r.: "W imię Trójcy Świętej i niepodzielnej. My, Jerzy, z łaski Bożej margrabia brandenburski, książę na Śląsku raciborski i karniowski, w Prusiech szczeciński, pomorski, kaszubski, wendejski itd., burgrabia norymberski i książę Rugii, oraz Fryderyk z tejże łaski książę legnicki i brzeski oraz starosta Śląska...".
Na podstawie zapisów traktatowych został włączony do sukcesji tronu książęcego w Prusach. On oraz jego potomkowie mieli przejąć lenno pruskie po wygaśnięciu linii Albrechta (mówił o tym punkt 9 i 11 traktatu).

### Opiekun Jagiellona
Po śmierci w 1516 r. króla Władysława II, zwolennicy orientacji habsburskiej nie dopuścili stryja Zygmunta I Starego - najbliższego krewnego, do współopieki nad nim i nad tronem węgierskim. Opiekunem (w myśl układu wiedeńskiego z 20-22 lipca 1515, zawartego między cesarzem Maksymilianem I Habsburgiem a królami: Władysławem II i Zygmuntem I) króla Ludwika II, zostaje Jerzy.  W 1523 r., wykorzystując naiwność i ciągłe potrzeby finansowe młodego króla Ludwika, kupił księstwo karniowskie, na pograniczu Górnego Śląska i Moraw  za prawie 60 tys. guldenów. Na początku 1526 r. monarcha zgodził się na przejęcie przez niego w lenne władanie ziemi bytomskiej i bogumińskiej na podobnych prawach, jak książę opolski Jan II Dobry. Gwarantowało mu to dziedziczenie tych ziem przez dwóch męskich potomków. Uzyskane w ten sposób przez margrabiego dobra na Śląsku, pozostaną w jego rodzie do czasu wojny trzydziestoletniej (1618 - 1648), kiedy to zostaną skonfiskowane przez katolickich Habsburgów, by później stać się zasadniczym pretekstem ponownego zagarnięcia, już całego Śląska w roku 1740, przez Fryderyka II Hohenzollerna.
W dniu 30 kwietnia 1526 r. wydał wraz z księciem Janem II akt wolności górniczej dla gwarków, którzy przybywali w okolice wsi Tarnowice, na północ od Bytomia. Najbardziej znaczącym było wydanie 16 i 18 listopada 1528 r. w języku czeskim, niemieckim i polskim, liczącego 72 artykuły „Ordunku Gornego” (niem. Bergordnung, czes. Horní řád). Porządkował on wszystkie prawa i obowiązki dotyczące prowadzonych prac górniczych. W dokumencie tym wspomniano też po raz pierwszy nazwę nowej osady – Tarnowskie Góry (czes. Tarnovské Hory, niem. Tarnowitz). Na jej okolice przypadało 9 razy więcej nadań górniczych niż na starszy i bardziej uprzywilejowany Bytom. Dla przyspieszenia rozwoju tych ziem sprowadzał doświadczonych górników z rodzinnej Frankonii, a także z Turyngii.

### Spory zHabsburgami
Po bezpotomnej śmierci króla Ludwika II pod Mohaczem w 1526 r. nowy król Czech Ferdynand I Habsburg niechętny Hohenzollernom postanowił unieważnić układy zawarte między Jerzym a księciem Janem II. Kłopoty finansowe skłoniły Ferdynanda w 1531 r. do zawarcia, przy pośrednictwie polskiego króla Zygmunta I Starego, kompromisu. Jerzy miał otrzymać księstwo opolsko-raciborskie tylko tytułem zastawu, do czasu wypłaceniu mu przez króla Czech pożyczonych wcześniej prawie 200 tys. guldenów. Ziemię bytomską miało prawo dziedziczyć dwóch męskich potomków, a bogumińską trzech. Niekwestionowane pozostały prawa Jerzego do księstwa karniowskiego. Dopiero dwa lata po śmierci księcia Jana II (1532 r.) i po wywiezieniu z zamku opolskiego wszystkich skarbów Ferdynand I oddał księstwo opolsko-raciborskie w ręce Jerzego.

### Rządy na Śląsku
W dniu 8 sierpnia 1534 r. wybuchł w Tarnowskich Górach bunt gwarków przeciwko rządom urzędników margrabiego, którzy lepsze prace dawali przybyszom z Frankonii, a gorsze miejscowym. Uwolniono wcześniej uwięzionych, zdemolowano urządzenia w kilku kopalniach i hutach, rabowano domy niektórych mieszczan i urzędników. Zamieszki stłumiono przy pomocy wojska. Dla uspokojenia sytuacji władze górnicze zobowiązywały się do przekazywania pieniędzy z kasy brackiej (forma kasy pomocy społecznej) na szpital. Przywódców buntu wygnano i zakazano im powrotu. Podobna sytuacja miała także miejsce w Bytomiu.
Na prośbę mieszczan bytomskich Urząd Zwierzchni z Wrocławia oraz sam Ferdynand I aktem wydanym w Pradze 18 maja 1534 potwierdzili dawne przywileje Bytomia. Zakup przez mieszczan bez zgody margrabiego podmiejskiej osady Dąbrówki, uznał Jerzy za złamanie swych praw i nałożył na miasto karę. W zawartej ugodzie pośredniczył król Zygmunt I Stary. Karę obniżono o połowę. Margrabia nie traktował Bytomia i Tarnowskich Gór jednakowo. Niektórzy historycy twierdzą, że założenie tej drugiej osady odbyło się z inicjatywy Jerzego i miało na celu szkodzenie interesom Bytomia. W listach posługiwał się tytułem księcia Tarnowskich Gór (niem. Herzog von Tarnowitz) pomijając tytuł pana Bytomia, którego podobno w ogóle nie używał. W 1541 r. interweniował w spór Bytomia i Tarnowskich Gór o dochody z wag. Nakazał dzielić sumy przynależne do tej pory bytomianom po połowie z tarnogórzanami.

### Książę "Pobożny"
Jako gorliwy protestant popierał na swych ziemiach luteran, i szykanował katolików. Na sejmie w Augsburgu w 1530 r. miał stwierdzić, że „złożyłby raczej swoją głowę pod topór katowski, niżby odstąpił od słowa Bożego”. Stąd być może, już u współczesnych zyskał przydomek „Pobożnego”.
W 1543 r. tuż przed śmiercią nadał burmistrzowi i rajcom bytomskim prawo pierwokupu dóbr po mieszczanach zmarłych bez spadkobierców. W tym samym roku połączył parafie NMP i Św. Małgorzaty. Zmarł 27 grudnia 1543 r. w Ansbachu i został pochowany w Heilsbronnie.

## Rodzina
Z trzech ożenków z: Beatrice de Frangepan (1480–1510),  Jadwigą Podiebradówną (1508–1531) i Emilią von Sachsen (1516–1591)  pozostawił kilka córek i tylko jednego syna, Jerzego Fryderyka (1539–1603), późniejszego pana Bytomia i księcia raciborskiego.

## Najważniejsza literatura
- Arkadiusz Kuzio-Podrucki „Dobry czy zły margrabia?” w: „Montes Tarnovicensis” nr 15/2004, s. 11
- Gerhard Pfeiffer, Georg der Fromme, w: Neue deutsche Biographie, Bd 6, Berlin 1964, s. 204–205
- Markgraf, Georg der Fromme, Markgraf von Brandenburg-Anspach, w: Allgemeine Deutsche Biographie, Bd 8, Leipzig 1878, s. 611-614.
- Tekst „Ordunku Gornego” w: Codex Diplomaticus Silesiae, Bd 21, Breslau 1900.
- Ordunek Gorny – ustawa górnicza dla Górnego Śląska z 1528 r., wstęp i opracowanie E. Kobzdaj, Wrocław Warszawa Kraków 1990.